# 下鳥渡供養石塔

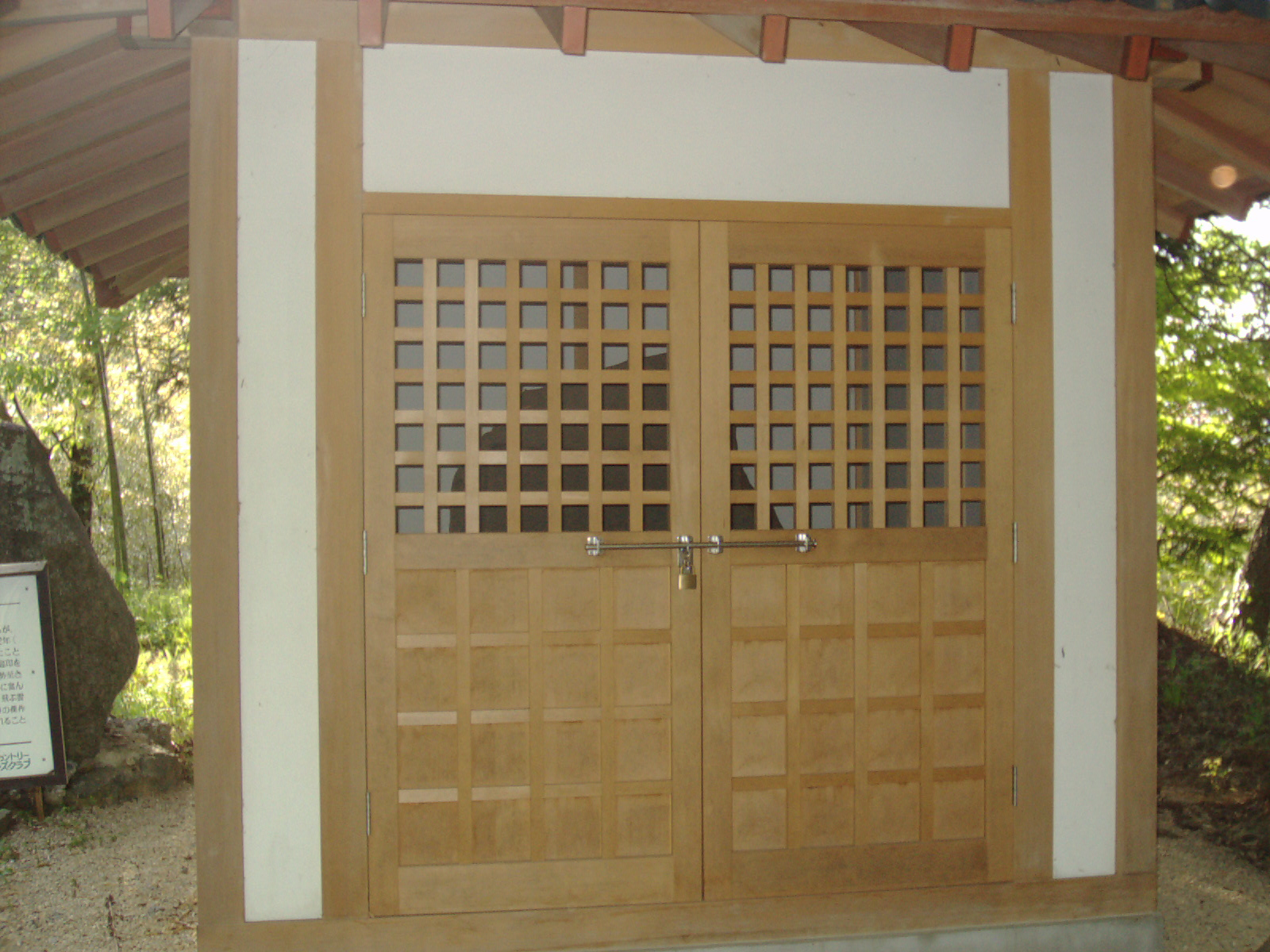
下鳥渡供養石塔（覆屋の中にある）

下鳥渡供養石塔（しもとりわたくようせきとう）とは、福島市下鳥渡の陽泉寺境内にある板碑のことを称する。国指定の史跡。

## 概要
石塔は、高さ約170センチメートルで幅約115センチメートル、自然石の表面を研き、阿弥陀三尊（阿弥陀如来、勢至菩薩、観世音菩薩）の3体の仏像を浮彫で表現している。石は安山岩質凝灰岩である。左端には「右志者為悲母也　平氏女敬白」、右端には「正嘉二年大歳戊午九月十八日」と記載されており、正嘉二年（1258年）に平氏出身の女性が母の供養のために建立したことが読みとれる。
この石塔のある福島市下鳥渡は福島盆地南部に位置しており、鎌倉時代はこの辺りは鎌倉幕府評定衆にも列せられていた二階堂氏の所領であった。そのため、この石塔を建立した「平氏女」は二階堂一族の女性ではないかと考えられる。ただし、二階堂氏は藤原姓を名乗っており、二階堂氏一族の女性とは一該には断定はできない。

## 文化財指定
1935年（昭和10年）6月7日、国の史跡に指定され、現在は覆屋で保存されている。なお、この石塔のある地域では、ほかにも同時代の板碑が数基発見されており、文献の少ない鎌倉時代の福島市周辺の歴史を知るにあたっては貴重な歴史資料となりうる。
なお、石塔のある陽泉寺に安置されている木造釈迦如来坐像は14世紀半ばの作で、国の重要文化財に指定されている。